# Asif Kapadia
Asif Kapadia (ur. 1972 w Londynie) – brytyjski reżyser, scenarzysta i producent filmowy i telewizyjny. Odnosi sukcesy zarówno w filmie fabularnym, jak i dokumentalnym.

## Życiorys
Urodził się w dzielnicy Hackney w północno-wschodnim Londynie w rodzinie imigrantów o korzeniach indyjskich. Jego rodzina pochodziła z Gudźaratu i osiedliła się w Anglii (początkowo w Yorkshire, a później w Londynie) w 1966. Asif był najmłodszym z pięciorga dzieci. Jego matka pracowała przy obsłudze maszyn, a ojciec był listonoszem. Rodzina była muzułmańska, ale nie za bardzo pobożna i praktykująca.
Edukację filmową pobierał początkowo w walijskim mieście Newport, a następnie uzyskał dyplom licencjata na londyńskim University of Westminster oraz magistra na uczelni Royal College of Art. Od 1994 tworzył filmy krótkometrażowe.
Debiut fabularny Kapadii, Wojownik (2001), nakręcony został w Himalajach i na pustyniach Radżastanu w języku hindi. Ta opowieść osadzona w feudalnych Indiach z Irrfanem Khanem w roli głównej cieszyła się dużym uznaniem. Obraz zdobył dwie nagrody BAFTA za najlepszy brytyjski film roku i najlepszy debiut reżyserski. Otrzymał także nominację do Europejskiej Nagrody Filmowej dla odkrycia roku.
Kapadia wkrótce stał się specjalistą od biograficznych filmów dokumentalnych, w których ukazywał wnikliwe portrety legendarnych postaci, posługując się bogatym materiałem archiwalnym. Senna (2010) opowiadał historię brazylijskiego kierowcy wyścigowego Ayrtona Senny, trzykrotnego mistrza świata Formuły 1. Amy (2015) zagłębiała się w życie przedwcześnie zmarłej kultowej piosenkarki Amy Winehouse. Diego (2019) portretował argentyńską legendę piłki nożnej Diego Maradonę.
Dwa pierwsze filmy powyższej trylogii innowacyjnych dokumentów, opartych na czytelnej fabule i materiałach archiwalnych, zdobyły nie tylko tytuły najbardziej dochodowych filmów dokumentalnych w historii brytyjskiego kina, ale cieszyły się też powodzeniem wśród krytyków i przyniosły Kapadii nagrody BAFTA za najlepszy brytyjski dokument roku. Amy nagrodzono ponadto również Europejską Nagrodą Filmową i Oscarem za najlepszy film dokumentalny.